# Jaświły
Jaświły è un comune rurale polacco del distretto di Mońki, nel voivodato della Podlachia.
Ricopre una superficie di 175,41 km² e nel 2004 contava 5 485 abitanti.
Comprende le frazioni di Bagno, Bobrówka, Brzozowa, Dolistowo Stare, Dzięciołowo, Gurbicze, Jadeszki, Jaświłki, Jaświły, Mikicin, Mociesze, Moniuszki, Nowe Dolistowo, Radzie, Romejki, Rutkowskie Duże, Rutkowskie Małe, Starowola, Stożnowo, Szaciły, Szpakowo e Zabiele.